# کاروانسرای منوچهر خان موصلو
کاروانسرای منوچهر خان موصلو مربوط به سدهٔ ۴ و ۵ ه‍.ق است و در شهرستان فیروزآباد، شهرک موصلوها واقع شده و این اثر در تاریخ ۱۲ بهمن ۱۳۸۱ با شمارهٔ ثبت ۷۱۹۹ به‌عنوان یکی از آثار ملی ایران به ثبت رسیده است.